# تيرمعلة
تيرمعلة :قرية تقع في منطقة حمص في محافظة حمص في سورية، على الضفة الشرقية لنهر العاصي على بعد 7كم شمال مدينة حمص، وترتفع عن سطح البحر حوالي 650م. ويحيط بها من الغرب نهر العاصي، ويقطنها حوالي 15 ألف نسمة.
تقع تير معلة على طريق حمص - حماة على الجانب الغربي من الطريق.
يوجد نسبة كبيرة من شباب تيرمعلة مغتربين في دول الخليج.

## التاريخ
لها تاريخ قديم وعندما تمت بعض الحفريات فيها ظهرت صخور بيضاء اللون منحوتة مغايرة لطبيعة المنطقة وهي من الآثار منقولة من منطقة أخرى،
وهي شبيهة بأحجار العهد الروماني حيث أن المنطقة المحيطة غنية بالآثار الرومانية، ليس ثمة معلومات تاريخية مؤكدة حول أصل تسمية تيرمعلة ومعناها، لكن هناك اتفاق على أن كلمة «تيرمعلة» رومانية أو آرامية وتعني أرض الهواء النقي أو النسيم العليل.
يحد تيرمعلة من الشمال قرية الغنطو، وتعني «أرض الأخيار»، ولا شك بأن لتيرمعلة مكانة وتاريخ حيث أنها «منطقة زراعية» في حوض العاصي وهذه كما هو معلوم من أسس الحضارات القديمة.
شهدت تيرمعلة كباقي المناطق السورية الثائرة في آذار 2011 مظاهرات سلمية تطالب بالإصلاحات وإسقاط النظام.
فقد كانت من أوئل المناطق الثائرة وخرج الأهلي بمظاهرات سلمية كانت الأروع في سورية.
ولكن سرعان ما قامت قوات النظام بنصب الحواجز والقناصة على أسطح المباني لمنع خروج الأهالي من الحي إلى مدينة حمص للمشاركة بالمظاهرات في المدينة.
وبعد قيام قوات النظام بالحملات العسكرية على أحياء مدينة حمص وباقي مناطق المحافظة، أُجبر السكان للنزوح إلى تيرمعلة حيث احتضنت أكثر من 50 ألف مدني وبعض العسكريين المنشقين عن قوات النظام.
وفي عام 2015 وإبان التدخل الروسي المباشر في سوريا شاركت الطائرات الحربية والمروحية الروسية ولأول مرة بحملة عسكرية كانت الأعنف على تيرمعلة مساندةً قوات النظام على الأرض لمحاولت اقتحام الحي ولكن باءت بالفشل.
وتسبب القصف العنيف بعدة مجازر في الحي أبرزها مجزرة الفرن التي راح ضحيتها أكثر من 30 قتيل مدني كانو يشترون الخبز، ومجزرة آل عساف في بلدة الغنطو وهي من أكبر المجازر في سوريا حيث تسبب قصف الطيران الحربي على ملجئ للمدنين بمقتل عائلة كاملة من الجد إلى الحفيد.
تدمرت تيرمعلة بنسبة 45% وهجر منها أكثر من 7 آلاف مدني.
وفي عام 2018 وبعد اتفاقية من القوات الروسية هجر أهالي تيرمعلة ومقاتلي المعارضة إلى الشمال السوري.

## التنظيم الإداري
يوجد في تير معلة ثلاث مدارس ابتدائية ومدرسة إعدادية وأخرى ثانوية، وقد أوفدت تيرمعلة إلى المعاهد والجامعات من طلابها ما جعلها قرية مثالية في المستوى التعليمي وتتوفر في القرية كافة الخدمات والتطور واضح في تير معلة.